# 苅安賀駅
苅安賀駅（かりやすかえき）は、愛知県一宮市大和町苅安賀にある、名古屋鉄道尾西線の駅である。駅番号はBS11。

## 歴史
特急が存在した時代は特急停車駅であった。
- 1900年（明治33年）1月24日 - 開業。改名時期は不明だが、当初は「かりやすが」と読んでいた[1][2]。
- 1968年（昭和43年）5月12日 - 特急停車駅となる。
- 1969年（昭和44年）7月6日 - 準急停車駅に降格。
- 1970年（昭和45年）12月25日 - 普通停車駅に降格。
- 1995年（平成7年）4月1日 - 無人化。
- 2007年（平成19年）12月14日 - トランパス導入[3]。
- 2011年（平成23年）2月11日 - ICカードmanaca導入。
- 2012年（平成24年）2月29日 - トランパス供用終了。

## 駅構造
85m（4両分）の相対式ホーム2面2線を持つ地上駅。
かつてはタブレット交換のために駅員が配置されていたが、新一宮駅（現：名鉄一宮駅） - 森上駅間の自動信号化に伴い、1995年（平成7年）に無人化された。
manacaが利用可能。旧木造駅舎は1927年（昭和2年）に建てられたものであったが、トランパス対応工事に併せて取り壊された。
現在は、一宮駅側、津島駅側共に新しい駅舎および改札が設置されている。改札外の構内踏切で互いの往来も可能。
当駅で、反対電車と行き違いするが、高架化後は行き違い設備を隣駅の観音寺駅に移す予定。
| 番線 | 路線                         | 方向 | 行先         | 備考                                         |
| ---- | ---------------------------- | ---- | ------------ | -------------------------------------------- |
| 1    | BS 尾西線 （名鉄一宮～津島） | 上り | 名鉄一宮ゆき |                                              |
| 2    | BS 尾西線 （名鉄一宮～津島） | 下り | 津島方面     | 津島経由須ヶ口・名古屋方面の列車は平日朝のみ |

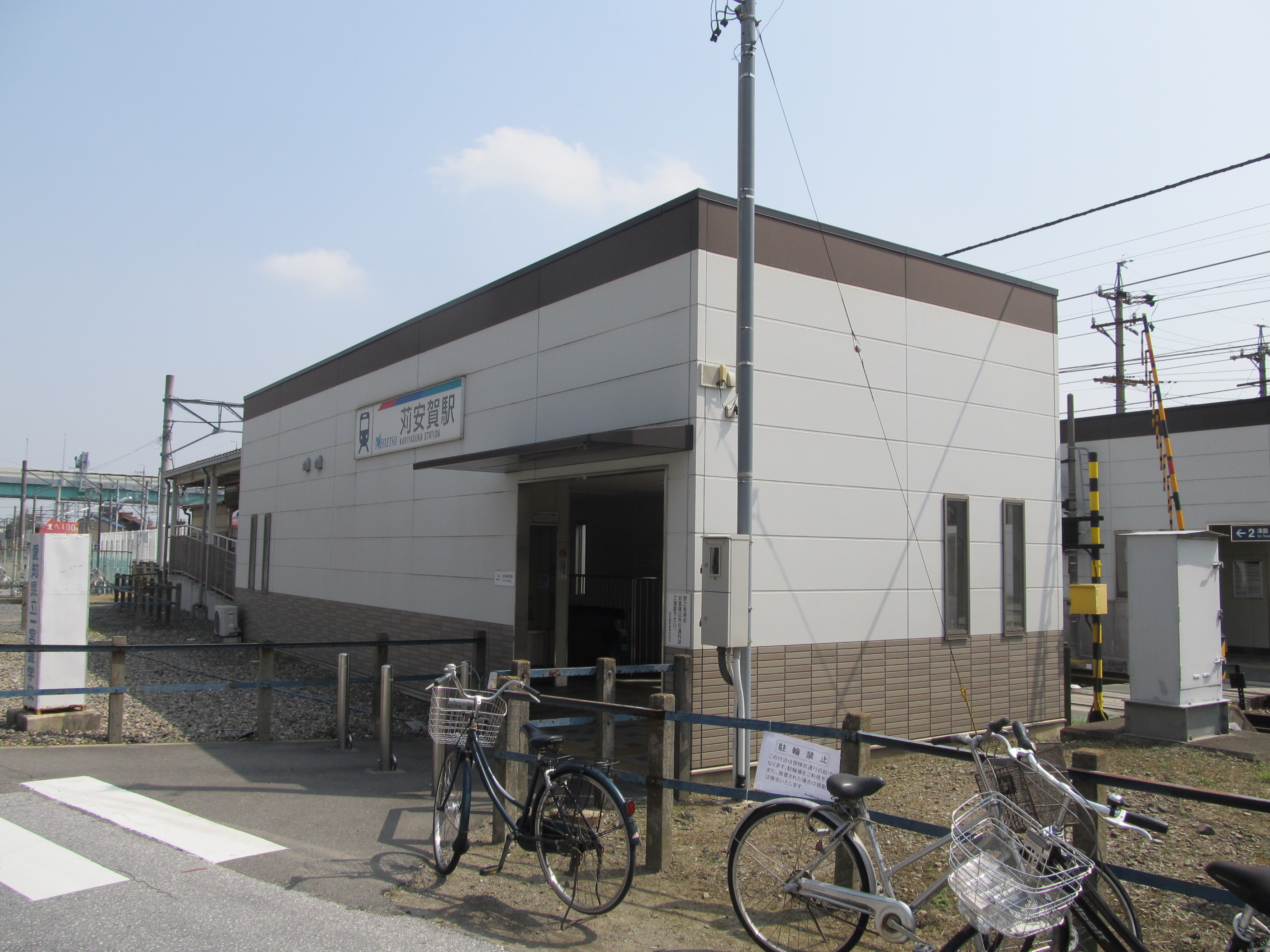
一宮方面駅舎
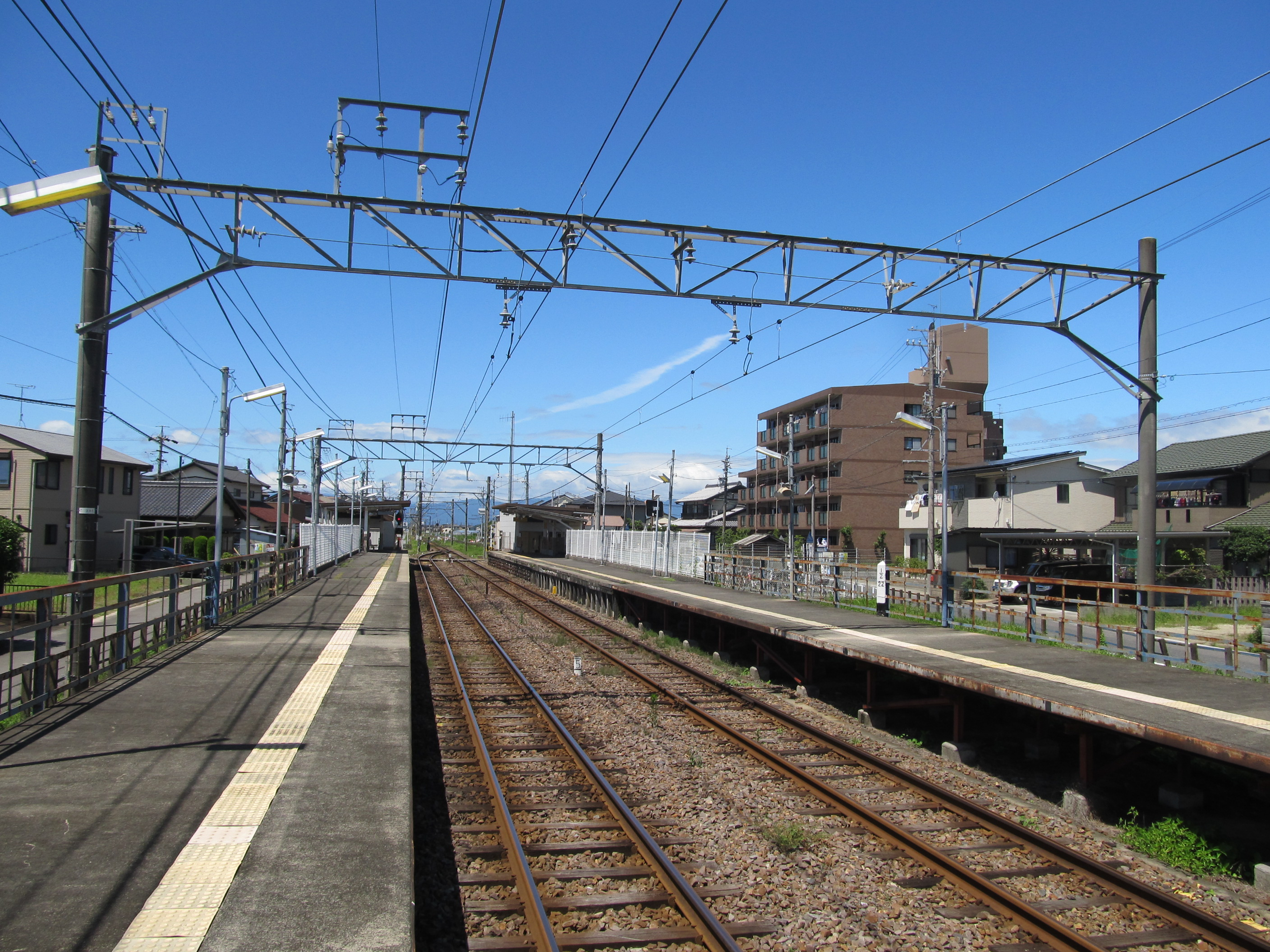
ホーム
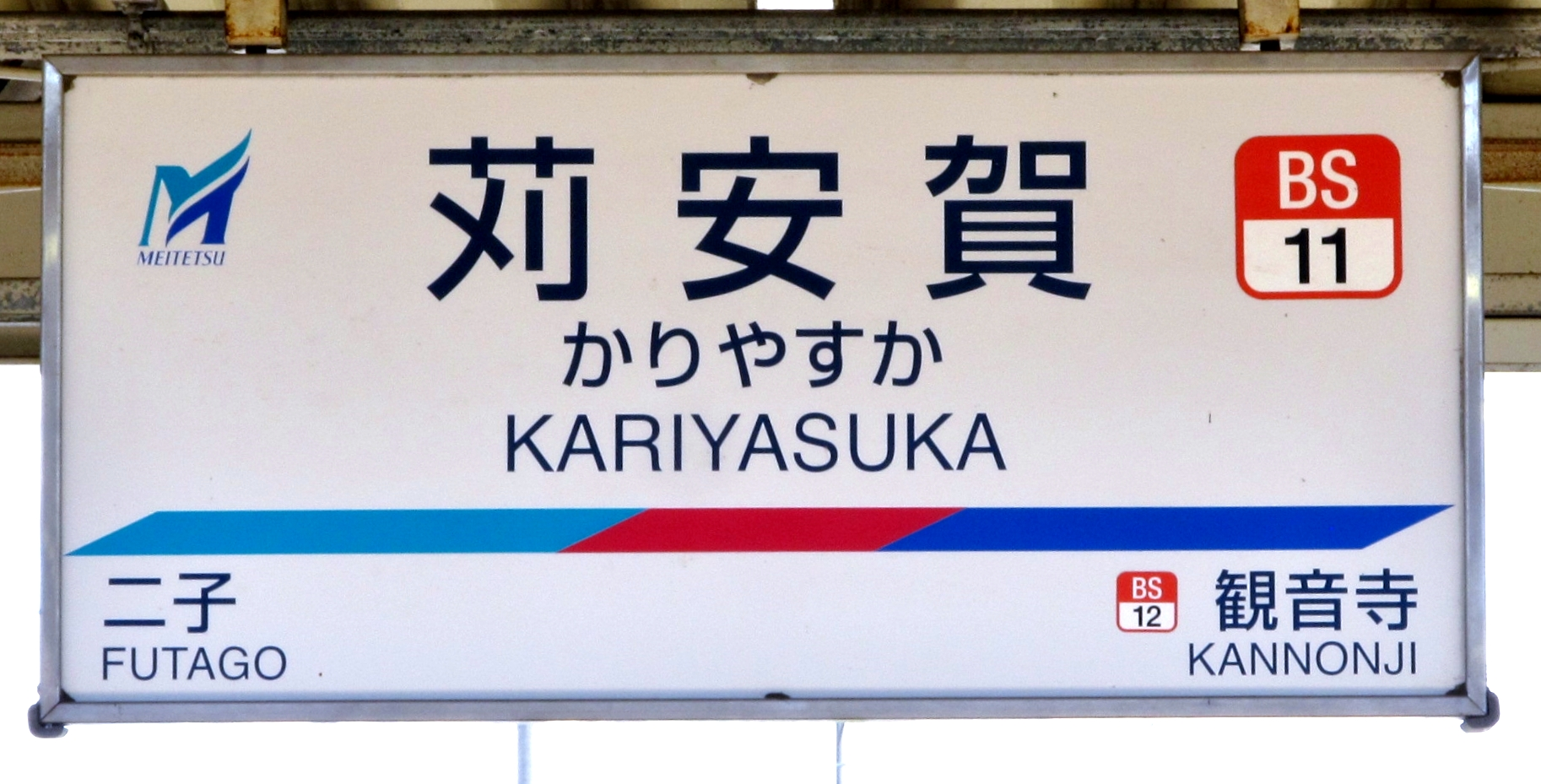
駅名標

### 配線図
| ← 一宮方面 | 苅安賀駅 構内配線略図 | → 津島方面 |
| 凡例 出典: |                       |            |

## 利用状況
- 「移動等円滑化取組報告書」によると、2020年度の1日平均乗降人員は779人であった[9]。
- 『名鉄120年：近20年のあゆみ』によると2013年度当時の1日平均乗降人員は945人であり、この値は名鉄全駅（275駅）中228位、尾西線（22駅）中19位であった[10]。
- 『名古屋鉄道百年史』によると1992年度当時の1日平均乗降人員は751人であり、この値は岐阜市内線均一運賃区間内各駅（岐阜市内線・田神線・美濃町線徹明町駅 - 琴塚駅間）を除く名鉄全駅（342駅）中249位、尾西線（23駅）中19位であった[11]。

## 駅周辺
- 一宮市立大和西小学校
- 名神高速道路・東海北陸自動車道 一宮ジャンクション
- 東海北陸自動車道 一宮西インターチェンジ・一宮稲沢北インターチェンジ
- ヤマナカ一宮フランテ館
- 国道155号
- 愛知県道14号岐阜稲沢線（西尾張中央道）
- 一宮聾学校
- 苅安賀自動車学校
- 苅安賀城址

## 高架計画
駅東部に位置する苅安賀1号踏切によって西尾張中央道で慢性的に発生している渋滞を解消するため、観音寺駅 - 当駅間の高架計画が存在し、2024年度（令和6年度）の完工を目途として仮線用地の確保などが進められていたが、用地交渉の難航や名古屋鉄道の施工などに関する計画の調整により、2030年度（令和12年度）に延長した。完工後の当駅は高架駅となり、隣駅の観音寺駅に行き違い施設が移設される予定である。

## 隣の駅
名古屋鉄道
BS 尾西線（名鉄一宮 - 津島）
二子駅（BS10） - 苅安賀駅（BS11） - 観音寺駅（BS12）